# Государственный переворот
Госуда́рственный переворо́т (в сокращении госпереворо́т, этим. «переворо́т» то же, что и революция: лат. revolutio — поворот, переворот) — насильственный захват власти в государстве, неизбежно осуществляемый с нарушением действующих на момент действия конституционных и правовых норм, обычно с применением силы для захвата центров управления государством и осуществлением физической изоляции (ареста или ликвидации) действующих его руководителей. 
В XVIII-начале XIX века слово «революция» употреблялось для обозначения любого переворота, вплоть до турецких «серальных революций», однако после переворота принца-президента Луи-Наполеона Бонапарта во Франции 2 декабря 1851 года, получившего название «coup d’état» (ку дэта, буквально «государственный удар» — термин, которым ранее обозначали решительные повороты в государственной политике и акты правительственного произвола) во французском и за ним английским языках утвердился политический термин «coup d’état», тогда как в немецком и русском языках этот оборот перевели как «государственный переворот», «Staatsstreich». Ныне в политической терминологии понятие «революция» применяется к масштабным массовым выступлениям, сопровождающимся коренными социальными переменами, в то время как понятие «государственный переворот» применяется для верхушечной насильственной смены власти, осуществляемой относительно узкой группой лиц, изначально контролирующих силовые структуры (армию, полицию).
Таким образом, государственный переворот — это, как правило, свержение власти фракцией внутри самой власти, контролирующей силовые структуры. Наиболее распространённый вариант — военный переворот, то есть свержение гражданских властей силовиками (самый известный случай — переворот в Чили 11 сентября 1973 года). Переворот может организовываться и главой государства или исполнительной власти против иных ветвей власти (как правило законодательной) и их конституционных полномочий, как эпонимический «coup d’état» 1851 года, организованный президентом Франции, а в России — переворот 3 июня 1907 года, организованный «высшей» (самодержавной) властью, или переворот 21 сентября — 4 октября 1993 года, организованный президентом Ельциным. Перевороты делятся на подвиды в зависимости от использованных средств, однако их границы чётко не обозначены, и одно событие может сочетать в себе разные элементы, а названия подвидов — использоваться взаимозаменяемо. Так, например, события 1993 года и действия Ельцина называются самопереворотом, конституционным переворотом, и даже военным.
Типологически оригинален Октябрьский переворот 1917 года в России: его совершили политики, не занимавшие формально государственных постов, но тем не менее распоряжавшиеся вооружёнными структурами, оказавшимися более сильными, чем силы правительства. Такая ситуация оказалась возможной в условиях происходившей в России революции, благодаря которым правительство лишилось монополии на насилие и появились неконтролируемые (правительством) центры, легально и открыто распоряжавшиеся вооружённой силой (солдатские и рабочие Советы).

## Условия успешного переворота
Американский политолог и историк Эдвард Люттвак в своей ставшей классической книге «Государственный переворот» выделяет три обязательных условия успешного государственного переворота:
- Экономическая отсталость страны. В бедных странах перевороты происходят чаще, чем в богатых.
- Политическая независимость — невозможно осуществить государственный переворот в стране, источник власти которой лежит за её пределами.
- Централизованное управление — власть должна быть сосредоточена в институтах, контролируемых из одного центра. Самостоятельность регионов, например, сильно затрудняет осуществление государственного переворота[12].

Успеху переворотов способствуют затяжной экономический кризис, а также длительные безуспешные военные действия или поражение в войне. Переворот обычно в течение максимум двух суток заканчивается либо успехом, либо провалом его организаторов. При этом перевороты уничтожают главный ограничитель для новых переворотов — легитимность режима, поэтому за одним переворотом часто вскоре следует другой. Независимые политические институты и развитое гражданское общество препятствуют переворотам, поэтому авторитарные режимы подвержены риску переворота сильнее, чем демократические.

## Типология

### Дворцовые перевороты
Отличительной чертой дворцовых переворотов является обязательное отрешение от власти лица, наделённого статусом правителя формально или неформально, при том, что сами институты власти в стране остаются практически неизменными. Дворцовые перевороты организуются путём заговоров, в которых участвует ограниченное число лиц, поддерживающих претендента на верховную власть.
Помимо событий, наиболее известных из так называемой эпохи дворцовых переворотов в истории России, дворцовые перевороты имели место в истории других стран — например, Дворцовый переворот в Румынии (1866).

### Военные перевороты
Армии (в известных случаях и иностранные), регулярные и нерегулярные вооружённые формирования, включая полицейские, в той или иной степени могут быть вовлечены в государственные перевороты различных типов. Однако это не является достаточным основанием для классификации переворота как военного. К военным переворотам относятся те, в которых:
- значимая часть армии выступает в качестве самостоятельной, а иногда и единственной движущей силы, требующей перемен во власти (например, в эпоху «солдатских императоров» Древнего Рима 235—285 гг.);
- минимально необходимая часть армии мобилизуется для поддержки заговора группы военных высокого ранга, претендующих на узурпацию власти в стране. Такой переворот часто называют путчем; группу, захватывающую власть — хунтой, а устанавливаемый ею режим — военной диктатурой.

Лицо, занимающее в результате военного переворота место главы государства, чаще всего является военным. Однако возможны и исключения: не все «солдатские императоры» Древнего Рима были военными. Глава хунты впоследствии также может принимать на себя должность главнокомандующего вооружёнными силами. Как правило, члены хунты принимают на себя руководство лишь ключевыми звеньями институтов власти в стране.
Примерами военных переворотов в новейшее время могут служить переворот 1926 года в Португалии, переворот 1967 года в Греции, переворот 1973 года в Чили, переворот 1977 года в Пакистане.
В XIX веке военные перевороты были известны под испанским термином «пронунциаменто» (Pronunciamiento, буквально «провозглашение»). В наше время Эдвард Люттвак предлагает различать пронунициаменто от собственно военного coup d’etait: во втором случае военные свергают гражданскую власть, чтобы взять власть в свои руки и сформировать хунту, в первом же наоборот свергают действующую власть, чтобы передать управление в руки выборного гражданского правительства (как например Революция гвоздик в Португалии).
Выделяют следующие типы военных переворотов:
- узкокорпоративные выступления военных, когда военные отстаивают свои чисто профессиональные интересы. Примером является «заговор сержантов» в Суринаме в 1980 году;
- переворот, который преследует задачу установления стабильного порядка в условиях столкновения различных ветвей власти, передела сфер влияния и собственности, экономического кризиса. Затем военные передают власть гражданским политикам в рамках действующей конституции, её положения только временно приостанавливаются. Примером является ряд военных переворотов в Нигерии в 1970-е — 1980-е годы;
- так называемый вето-переворот, то есть переворот с целью предотвратить политические преобразования определённого рода. Примером является переворот в Алжире в январе 1992 года: находившийся в оппозиции Исламский фронт спасения набрал огромную популярность среди населения, и правящая партия Фронт национального освобождения (ФНО), опасаясь поражения, отменила второй тур выборов в Национальную Ассамблею. Власть в стране взяли военные, и президент Шадли Бенджедид 11 января 1992 года был смещён со своего поста. После этого исламисты начали партизанские действия против правительства и его сторонников;
- военный переворот с целью проведения реформ в рамках существующей социальной и политической модели. Примером является военный переворот в Аргентине в июне 1943 года, который положил конец периоду, более известному как «Бесславная декада»;
- переворот военных, преследующих революционные цели. Примерами являются переворот в Перу в 1968 году, когда к власти пришло Революционное правительство вооружённых сил под руководством генерала Веласко Альварадо; Революция гвоздик в Португалии в 1974 году.

### Самопереворот
Самопереворот, или автопереворот (от исп. autogolpe), переворот сверху — форма государственного переворота, в которой политический лидер, пришедший к власти законным путём, остаётся при ней в обход закона. В широком смысле это все случаи, в которых «глава государства, для того чтобы удержаться у власти, либо консолидировать или расширить её, прибегает к принуждению по отношению к другим ветвям власти, или же блокирует их работу». По оценке исследователя и автора «Словаря современных переворотов» Джона Чина, с 1946 года было совершено 148 попыток совершить самопереворот: 110 в автократических режимах, и 38 — в демократических. Самопереворот считается одним из проявлений «демократического отката» (англ. Democratic backsliding), то есть «государственного ослабления или устранения политических институтов, поддерживающих существующую демократию», добавляя в него горизонтальные отношения, когда одна ветвь власти противостоит другой.
Самым исследованным примером самопереворота является переворот 1992 года в Перу, когда президент Альберто Фухимори распустил Конгресс и приостановил действие Конституции 1979 года. Эти события актуализировали понятие и попытки дать ему чёткое определение, которое с тех пор не было окончательно сформулировано.
Актуальный пример попытки самопереворота последних лет — события в США в конце 2020—начале 2021 года, когда действующий президент Дональд Трамп, потерпев поражение на выборах, попытался остаться у власти, создав поддельные списки выборщиков, используя свой административный ресурс в попытке сертифицировать их в обход закона, и направляя своих сторонников на активный протест против подтверждения результатов голосования. Также высказывалось мнение, что это «возможно, технически не переворот, но точно — незаконная и авторитарная попытка остаться у власти».
В истории РФ несколько событий назывались самопереворотом: противостояние Ельцина с Верховным советом, вылившееся в конституционный кризис 1993 года, и конституционные поправки 2020 года, позволившие Владимиру Путину остаться у власти на пятый и шестой сроки.
Примером самопереворота называют референдум в Беларуси в 1996 году и связанные с ним события, когда президент Лукашенко ограничил полномочия Конституционного суда и насильно сменил главу Центральной избирательной комиссии.

### Путч
Этим словом, немецкого происхождения, описывают неудачные попытки консервативных и реакционных сил захватить власть; термин получил распространение после Капповского путча 1920 г. Сам по себе термин «Putsch» на швейцарском немецком означает «стук, удар» и появился как политический термин благодаря «Цюрихскому путчу» (Züriputsch) 1839 года — восстанию консервативных крестьян против либеральных властей Цюрихского кантона, сопровождавшемуся попыткой захвата Цюриха.

### Современная специфика
В современную эпоху планирование и осуществление государственных переворотов предполагает консолидацию заинтересованных в них общественных сил в партии и другие формы политической организации. Выбор переворота как инструмента прихода к власти может быть обусловлен отсутствием легальных (то есть в соответствии с действующим законодательством) процедур. Выборы могут отсутствовать вообще либо быть фактически недоступными: партия запрещена, наличие административных барьеров на пути к выборам и т. п.
Как государственный переворот рассматривается и узурпация одной ветвью власти (обычно исполнительной) всех властных полномочий в стране — имеется в виду прекращение деятельности органа представительной власти, если оно принимает формы, не предусмотренные в конституции государства.
Так, действия президента России Бориса Ельцина в отношении высшего органа власти — Съезда народных депутатов Российской Федерации в сентябре—октябре 1993 были квалифицированы как государственный переворот. Так же квалифицирует события Краткая историческая энциклопедия, написанная авторским коллективом под редакцией директора Института всеобщей истории РАН А. О. Чубарьяна,

### Неоднозначности
В публицистике или с целью акцентирования негативных эмоциональных оценок термины «государственный переворот», «путч», «хунта», «мятеж» иногда могут использоваться в переносном смысле. При обратном переводе с иностранных языков следует иметь в виду достаточно широкий разброс явлений, подводимых под определение англ. и фр. coup d’état. Здесь иногда под coup d’état подразумеваются прежде всего военные перевороты, в которых выделяются как характерные признаки аресты и покушения в отношении бывших лидеров. В перечни переворотов иногда включаются свержения древних монархов, которые принадлежат не внутри- а внешнеполитическому контексту истории тех или иных стран, отражая экспансию их соперников. Другой вариант расширительной трактовки coup d’état — смена партии власти, достигаемая в рамках конституционных норм, например, путём кабинетных перестановок (обычно эти случаи характеризуются более корректным термином англ. takeover «взятие власти»).

## Интересные факты
Со времени получения независимости в 1825 году в Боливии произошло около 200 попыток переворотов, то есть в среднем около одного переворота в год.
В тридцати трёх африканских странах в 1952—2000 годах произошло 85 государственных переворотов, из них сорок два — в Западной Африке.
Если в 1970–1984 годах в мире происходило в среднем по шесть-семь государственных переворотов в год, то в 1985–1999 годах — по четыре, а начиная с 2000 года — в среднем по два в год. Почти половина всех переворотов за этот период приходилась на страны Африки к югу от Сахары. Начиная с 1970 года военные возглавили или приняли участие в более 70% всех переворотов. Чаще всего перевороты устраивают генералы, но иногда их возглавляют военнослужащие среднего и младшего командного состава. С 1970 года в мире произошло лишь два переворота, организованных сержантами: «заговор сержантов» в Суринаме в 1980 году и в том же году мастер-сержант (Master Sergeant) Самюэль Доу захватил власть в Либерии, при этом после переворота он произвёл себя в генералы.